# Oro (Piegaro)
Oro è una frazione del comune di Piegaro (PG).
Il paese si trova sul declivio di un colle, all'altezza di 305 m s.l.m., ed è popolato da 184 abitanti. Sorge a breve distanza dalla vicina Castiglion Fosco, castello a cui è stato sempre storicamente legato.

## Storia
L'origine del borgo è ascrivibile al XII secolo, quando nel territorio perugino sorsero in gran numero villae e castra. Il nome appare per la prima volta nel 1260, citato nel Liber impositionis biadi come villa Auri (in italiano volgare divenne Loro). In altri documenti successivi, il termine non appare più, per cui solo la tradizione ci consegna il nome di castrum Auri.
In realtà, più che un castello, la località probabilmente assumeva l'aspetto di un insediamento compatto, circondato da piccole mura e dotato di una porta. Dal punto di vista amministrativo, assieme a Collebaldo, Colle San Paolo e tutto il territorio fino al torrente Cestola, costituiva parte integrante del contado di Castiglion Fosco.
Nel 1350 la chiesa di S. Felicissima risulta essere nell'archivio dei benedettini di S. Pietro di Perugia.
Nel XVII secolo era la sede della Compagnia del nome di Gesù, una congregazione laica fondata nel 1619.
Nel 1819, una visita pastorale del vescovo ci fa sapere che gli abitanti erano 272.

## Monumenti e luoghi d'arte
- Ruderi del castello, consistenti in una porta, una torre angolare e un tratto di cinta muraria.
- Chiesa di Santa Felicissima (XIV secolo), situata fuori le mura. Dopo aver subito diversi rifacimenti (l'ultimo nel 1988), l'edificio è caratterizzato da una facciata con finestra circolare, e gli interni (a navata unica) sono stati affrescati da un pittore locale, tale Cesare Graziani. Conserva alcuni dipinti ed una statua della santa, mentre la sacrestia ospita un parlatorio di fine XVIII secolo.
- Chiesa di S. Lucia, all'interno delle mura, sconsacrata e attualmente venduta a privati e in fase di ristrutturazione. Apparteneva all'Ordine dei Disciplinati e conteneva in passato una grande tela ad olio del XVIII secolo raffigurante Santa Lucia e Santa Mustiola, da poco restaurata e collocata nella chiesa parrocchiale di S. Felicissima.

## Galleria d'immagini

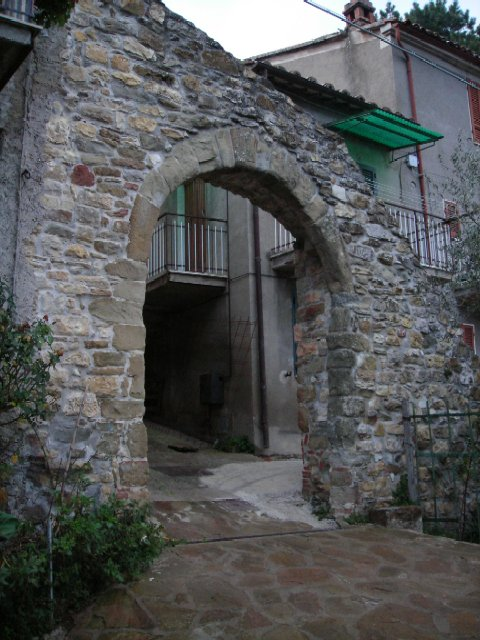
Resti della porta principale di Oro.
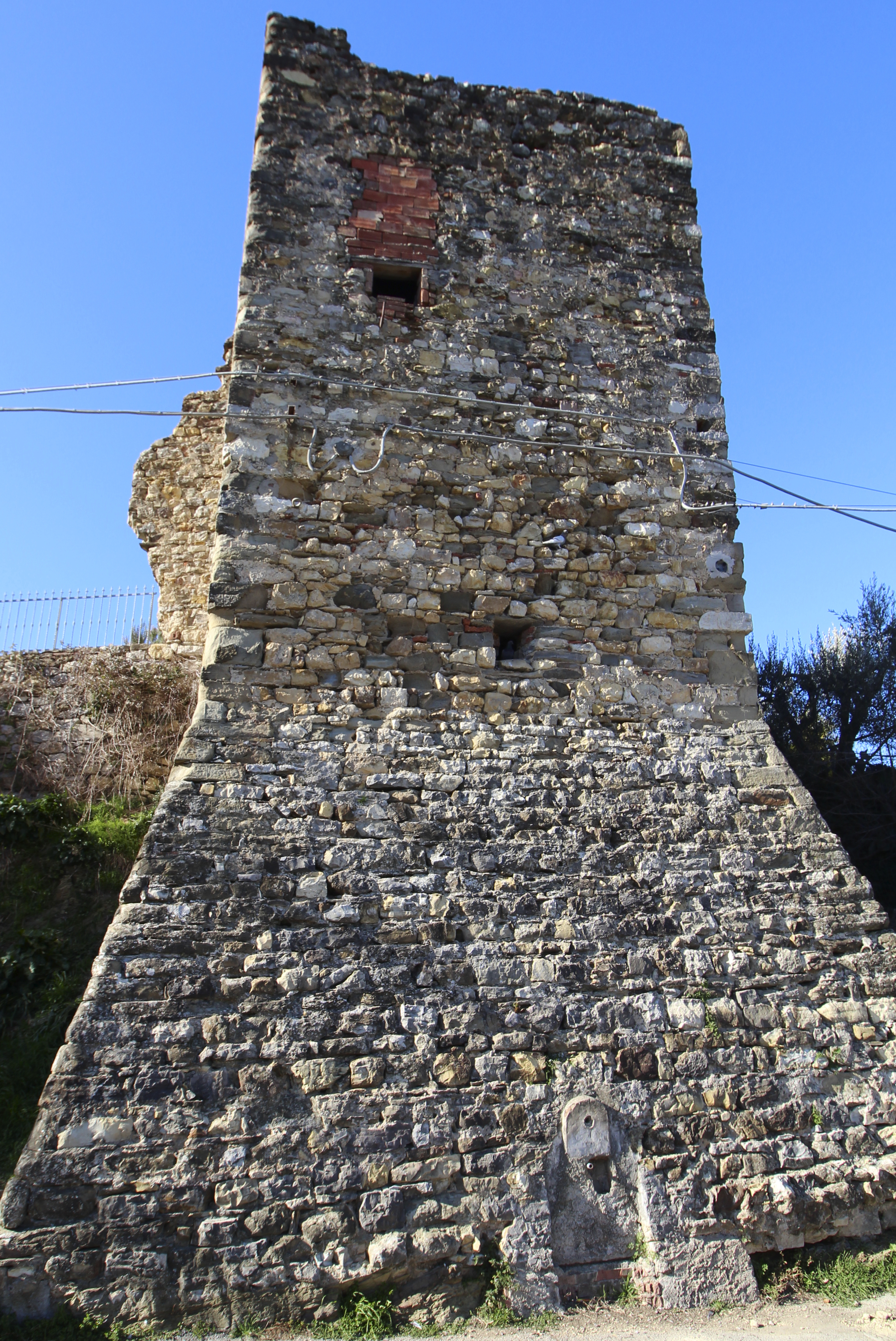
Resti della torre di Oro.
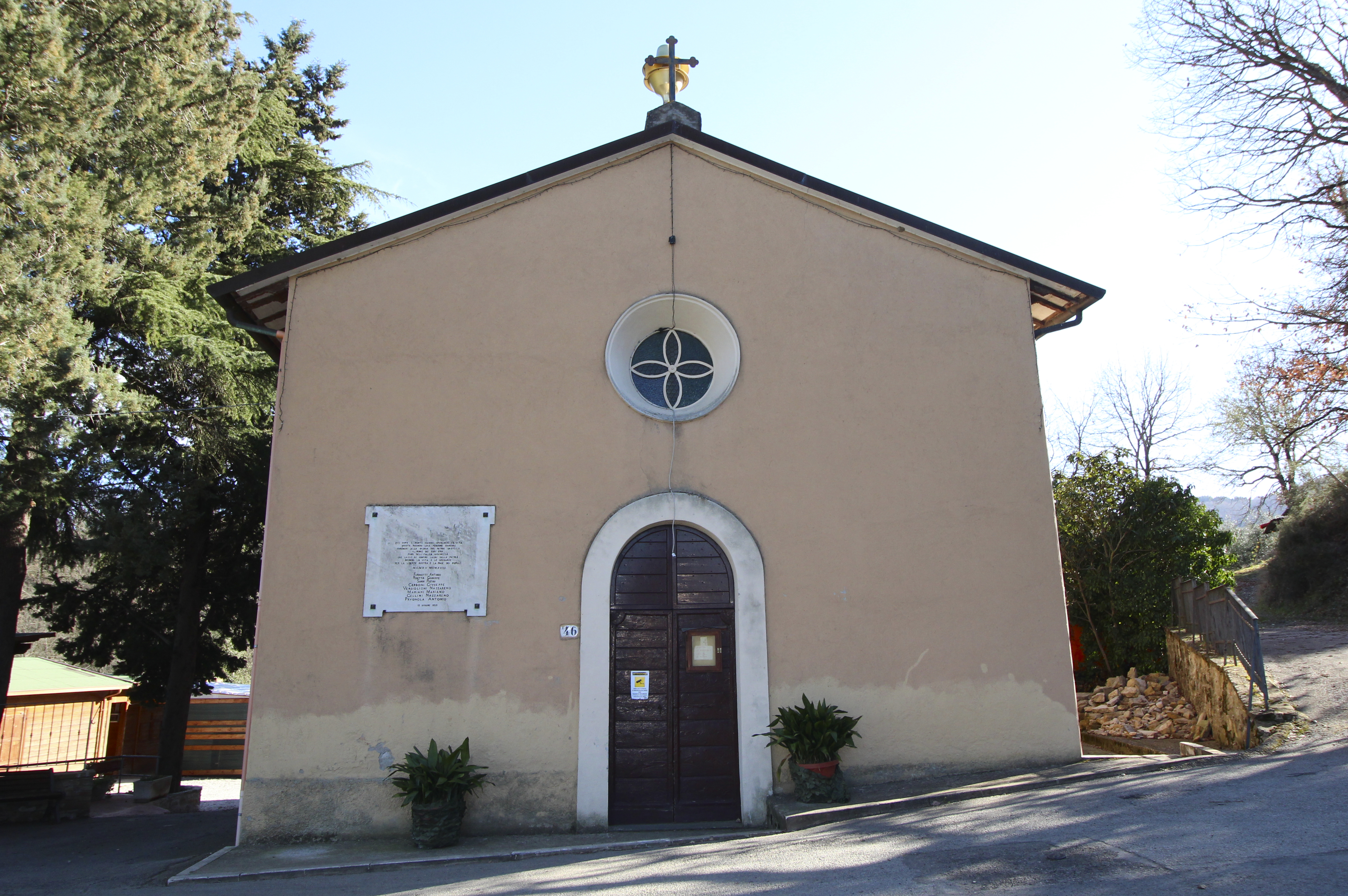
Facciata della chiesa di Santa Felicissima.
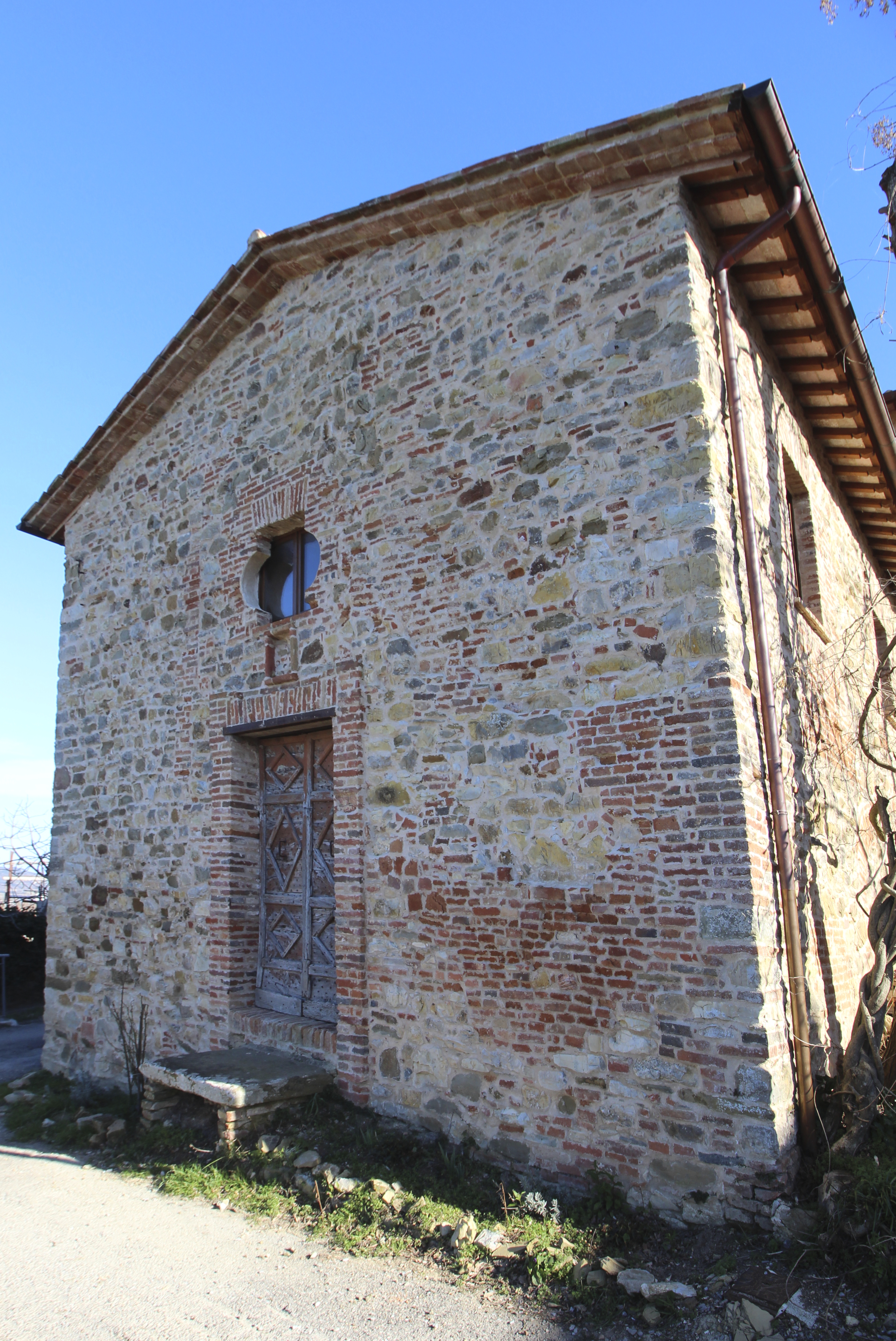
Facciata della chiesa di Santa Lucia all'interno del castello.